# يوليوس كاتلن
يوليوس كاتلن هو سياسي أمريكي، ولد في 14 ديسمبر 1798، وتوفي في 23 أبريل 1888. نشط حزبياً في الحزب الجمهوري. وقد انتخب نائب حاكم دولة كونيتيكت ‏.